# Vesicularia pilifera
Vesicularia pilifera är en bladmossart som beskrevs av Hugh Neville Dixon 1932. Vesicularia pilifera ingår i släktet Vesicularia och familjen Hypnaceae. Inga underarter finns listade i Catalogue of Life.